# Darwin College

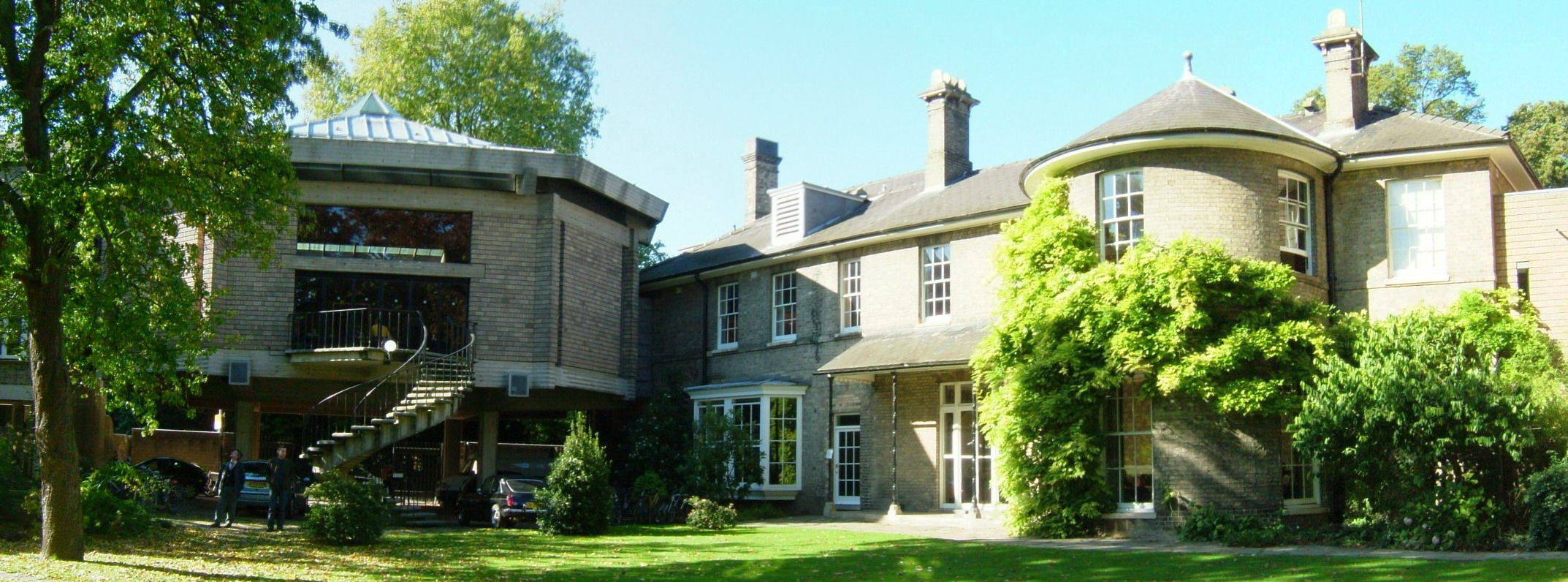
Edificio principal del Darwin.

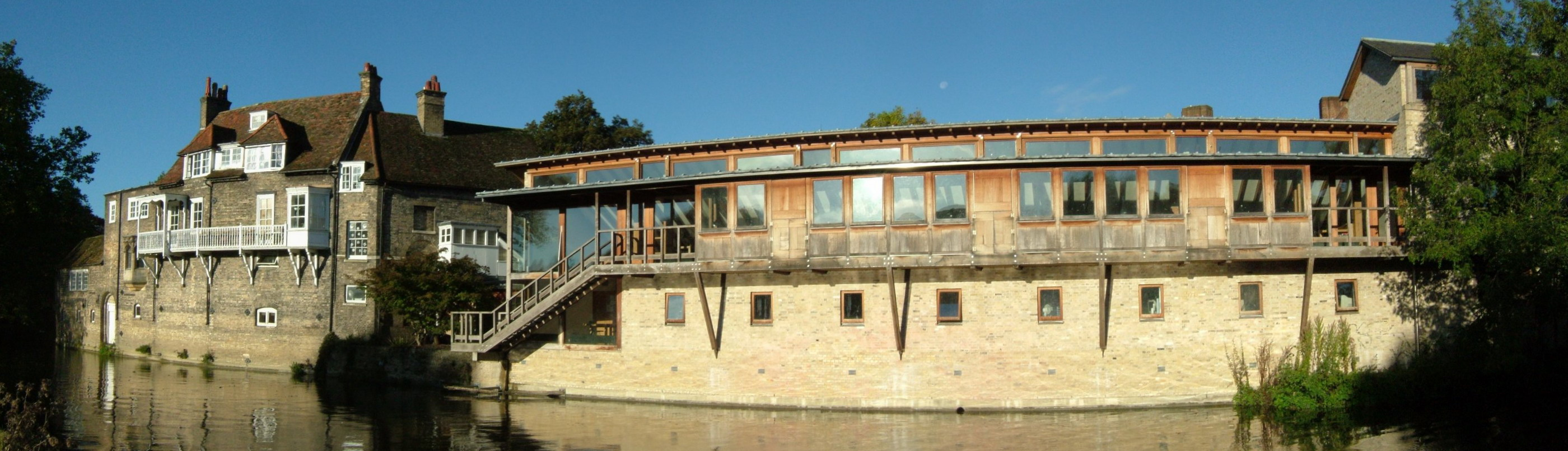
Biblioteca del Darwin.

El Darwin College es uno de los colleges que constituyen la Universidad de Cambridge. Se encuentra a orillas del río Cam al lado del Queens’ College, Cambridge, fue fundado en 1964 por tres de los colleges más antiguos de la Universidad, el Trinity College, el Goville y Caius y el St John´s. Fue el primer college de Cambridge en admitir solamente a estudiantes de postgrado y también fue el primer college en admitir tanto a hombres como a mujeres. Se nombró en honor a la familia de Charles Darwin, quienes previamente poseían algunas de las tierras que ocupa el college. Algunos retratos de la familia Darwin fueron donados al college y se pueden encontrar en las paredes de muchas de las principales estancias del college. Los trabajos llevados a cabo para convertir y ampliar los edificios fueron costeados por los fundadores y por donaciones substanciales de la Fundación Rayne.
El college tiene alrededor de 600 estudiantes, la mayoría de ellos estudian un Máster en Filosofía (un curso de un año) o Ph.D (un curso de tres años). Alrededor de la mitad de los estudiantes del Darwin son extranjeros. En términos de número de estudiantes, el Darwin es el mayor de los colleges para postgraduados, y es el segundo college más popular entre los estudiantes de postgraduado en Cambridge (el primero es el Trinity College).
El college alberga los coloquios anuales Darwin, una serie de debates sobre un único tema (como por ejemplo el poder) examinado desde diferentes perspectivas (científica, humana, artística), en los que participan eminentes oradores que son autoridades en su campo. Estos coloquios se llevan celebrando durante 2 décadas y es una de las fechas más señaladas del calendario en Cambridge. La mayoría de los debates y discursos se han publicado en libros.
Dian Fossey, Jane Goodall y Sir Ian Wilmut son exalumnos. Paul Clement, el actual procurador general de los Estados Unidos, leyó el Máster en Filosofía en Políticas y Económicas de Darwin en 1988 y 1989. En los últimos años, el presentador de la TV Canadiense Seamus O´Regan estudió en el Darwin.
César Milstein, que recibió el Premio Nobel de Medicina en 1984, fue profesor del Darwin entre 1980 y 2002. Sir Karl Popper y el ganador del Premio Nobel Max Perutz fueron profesores honoríficos, como Amartya Sen. Oliver Letwin fue un investigador del Darwin entre 1981 y 1982. 
El club de remo del Darwin es una sociedad muy popular del Darwin College. Ha tenido una fuerte progresión en los últimos años, ahora el club es uno de los clubs de remo de postgraduados más exitosos del Reino Unido.
El Darwin Fútbol Club juega en la Liga de Fútbol de la Universidad de Cambridge, y representa al único club de fútbol para postgraduados que juega es esta liga. El club juega durante todo el año.